# Mine d'antimoine d'Anzat-le-Luguet
La mine d'antimoine d'Anzat-le-Luguet, situé sur la commune d'Anzat-le-Luguet (Puy-de-Dôme) fut exploitée au milieu du XIXe siècle en plein cœur du massif du Cézallier, au milieu des alpages d'altitude.

## Histoire
Dans le premier tiers du XIXe siècle, une fièvre minière s’est emparée de la région du Cézallier et des vallées qui le traversent ou l'enserrent. Le filon de la Forge comprend de la stibine, assez abondante, massive ou en agrégats fibreux. Il fut découvert en 1814 par Jean d'Auzat Bertier à qui la concession des mines d'Anzat le Luguet fut accordée le 10 janvier 1821 par ordonnance royale. Les fils Bertier vendirent leur mine d'antimoine en mars 1836 à deux associés qui l'exploitèrent jusqu'en novembre 1847. Ils ont également cédé la concession située quelques kilomètres au sud-ouest et qui deviendra la mine d'argent et d'arsenic du Bosberty, le long du même ruisseau.
Entre 1848 et 1905, la mine changea 4 fois de main, avec des périodes d'arrêt assez longues et en mai 1905, la concession devient la propriété de la société franco-italienne SAMFA. 
L'exploitation du filon de la forge démarre en 1907 avec un effectif de 11 mineurs de fond et 3 au jour. Deux filons furent travaillés : la mine-vieille et la mine de la Forge, dans ce qui fait partie d'un ensemble de minéralisations du métamorphisme mésozonal hercynien : micaschistes et gneiss, gneiss leptyniques et orthogneiss, gneiss anatectiques. Ces roches issues d'un magma profond, sont généralement considérées comme dérivant d'une ancienne série volcano-sédimentaire d'âge cambro-ordovicien (500 millions d'années) et sont "remontées" à la surface à la suite de phénomènes de subduction.
L'accès aux filons de la concession d'Anzat le Luguet peut se faire soit par Vens Bas dans le Puy de Dôme soit par Leyvaux dans le Cantal. Le hameau de Leyvaux se situe dans une quasi-enclave Cantalienne, entre le département du Puy de Dôme à l’ouest et le département de la Haute-Loire à l’est, à  environ 700 m d’altitude, à seulement 9 kilomètres à l’ouest de Blesle (Haute-Loire). Au-delà de la route, qui mène jusqu'à lui, il faut continuer à pied par les sentiers qui montent, jusqu’à 1 000 m d’altitude, vers le plateau du Cézallier  et le hameau de "Vins-bas", du bourg d’Anzat le Luguet: la mine y est après les bois de Vins-Bas, via une faille géologique, près du lieu-dit "le cimetière des chèvres". La mine était appelée aussi la mine de Vins Bas, dite de "La Forge".
Le village était autrefois peuplé d’au moins une dizaine de familles. Il n’en comportait plus que 4 ou 5 vers la fin des années 1950, puis 1 ou 2 au début des années 2000. L'église romane primitive dont la partie principale remonte au Xe ou  XIe siècle a été classée au patrimoine des monuments historiques en 1979, date des travaux de restauration consistant à conserver l’esprit roman des origines. Le sentier se prolonge amène vers un lieu-dit du "four de la mine" : la galerie et les haldes du filon de la Forge et du filon de la Croix, mines d’antimoine abandonnées, puis réactivées par l’occupant pendant la Seconde Guerre mondiale se trouvent  le long du  ruisseau d'Apcher. L'ensemble minier inclut aussi, à quelques centaines de mètres, le filon de la Côte, le filon du barthonet, et le  filon du confluent, tous trois le long du ruisseau  du barthonet, qui est le prolongement du Ruisseau du Bosbert, prenant sa source au col de Chanusclade vers 1 260 mètres d'altitude.
En janvier 1921, la société anonyme française "Mine et Fonderie d'Antimoine" est créée à Massiac et gère
l'exploitation jusqu'en 1927, date à laquelle la concession est jugée
économiquement inexploitable.